# Команд-сержант-майор

Нашивка команд-сержант-майора армії США

Нарукавна нашивка команд-сержант-майора армії Колумбії

Шеврон Рав Самал Бахир (головного сержант-майора) армії оборони Ізраїлю (ЦАХАЛ)

Команд-сержант-майор (англ. Command Sergeant Major, дос. «головний сержант командування») — військове звання сержантського складу сухопутних військ США в Збройних силах країни та арміях деяких інших держав.

## Збройні сили США
В армії США це звання належить до дев'ятого ступеня військової ієрархії (E-9) разом із військовими званнями сержант-майора та сержант-майор армії США. Команд-сержант-майор є радником начальника штабу роду військ американської армії і головним із сержантів роду військ армії США.

## Збройні сили Ізраїлю
В армії оборони Ізраїлю (ЦАХАЛ) військове звання головного сержант-майора (івр. רב-סמל בכיר) Рав Самал Бахир (Расаб) є сержантським званням унтер-офіцерів, вище за військове звання сержанта-майора (івр. רב-סמל מתקדם Рав Самал Міткадем (Расам) та нижче за звання ворент-офіцера (івр. רב-נגד משנה) Рав Нагад Міше (Ранам).